# Васильєв Василь Васильович (почесний громадянин Херсона)
Василь Васильович Васильєв (нар. 23 січня 1924 — пом. червень 2010) — учасник німецько-радянської війни, почесний громадянин Херсона.

## Біографія
Народився 23 січня 1924 року. Брав участь у німецько-радянській війні. Визволяв Україну (зокрема Херсон у складі 49-ї гвардійської стрілецької дивізії; був командиром кулеметного розрахунку, сержантом), Румунію, Болгарію, Югославію, Угорщину. Під час форсування Дніпра, при звільненні міста Херсона, був поранений.
Після демобілізації працював секретарем навчального відділу технікуму в селі Бехтерах, 20 років — електриком на Херсонській нафтовій гавані, 17 років — диспетчером нафтової ділянки в порту. У 1985 році вийшов на пенсію. Помер у червні 2010 року.

## Відзнаки
- Нагороджений орденом Вітчизняної війни, 16-ма медалями;
- Почесний громадянин міста Херсона (рішення Херсонської міської ради № 1595 від 27 серпня 2010 року; як визволителю Херсона від фашистських загарбників у Великій вітчизняній війні).

## Джерело
- Офіційний сайт Херсона/ [Архівовано 5 липня 2020 у Wayback Machine.]
- http://www.city.kherson.ua/upload/vasiliev_1.doc